# Hanna Ihedioha
Hanna Ihedioha (9 juli 1997) is een Duitse snowboardster.

## Carrière
Bij haar wereldbekerdebuut, in januari 2016 in Feldberg, scoorde Ihedioha direct wereldbekerpunten. Op de FIS wereldkampioenschappen snowboarden 2017 in de Spaanse Sierra Nevada eindigde de Duitse als 25e op de snowboardcross. In maart 2018 behaalde ze in Veysonnaz haar eerste toptienklassering in een wereldbekerwedstrijd. In Park City nam Ihedioha deel aan de FIS wereldkampioenschappen snowboarden 2019. Op dit toernooi eindigde ze als twaalfde op de snowboardcross, samen met Paul Berg veroverde ze de bronzen medaille op de snowboardcross voor teams.

## Resultaten

### Wereldkampioenschappen
| Jaar | Plaats        | Resultaten                               |
| ---- | ------------- | ---------------------------------------- |
| 2017 | Sierra Nevada | 25e Snowboardcross                       |
| 2019 | Park City     | 12e Snowboardcross · Snowboardcross team |

### Wereldbeker
Eindklasseringen
| Seizoen   | SBX |
| --------- | --- |
| 2015/2016 | 28e |
| 2016/2017 | 37e |
| 2017/2018 | 30e |